# Арсланово (Кигинский район)
Арсла́ново (баш. Арыҫлан) — село в Кигинском районе Республики Башкортостан Российской Федерации. Административный центр Арслановского сельсовета.

## География
Осевая улица — Советская.

### Географическое положение
Расстояние до:
- районного центра (Верхние Киги): 30 км,
- ближайшей ж/д станции (Сулея): 35 км.

## История
К 1906 году деревня Арасланова входила в состав 2-й Айлинской волости

## Население
| 2002 | 2009 | 2010 |
| ---- | ---- | ---- |
| 665  | ↗798 | ↘719 |

### Гендерный состав
К 1906 году в 85 дворах проживали 512 человек, из них	278	мужчин, 234	женщин.

### Национальный состав
Согласно переписи 2002 года, преобладающие национальности — башкиры (71 %), татары (28 %).

## Инфраструктура
Личное подсобное хозяйство с зоной сельскохозяйственного использования, индивидуальная застройка усадебного типа.
Арслановская средняя школа.

## Транспорт
Автобусное сообщение с райцентром. Остановки общественного транспорта «Арсланово», «Школа».